# Alabagrus stigma
Alabagrus stigma är en stekelart som först beskrevs av Brulle 1846.  Alabagrus stigma ingår i släktet Alabagrus och familjen bracksteklar. Inga underarter finns listade i Catalogue of Life.